# Prince of the South
Prince of the South – drugi studyjny album amerykańskiego rapera Lila Scrappy’ego. Został wydany 13 maja 2008 roku. Na albumie występuje tylko dwóch raperów Lil’ Flip i J-Bo, członek YoungBloodZ. Jest to pierwszy niezależny album Scrappy’iego.

## Lista utworów
1. „G's Up” – 1:31
2. „The A” – 3:22
3. „Keep It On The Low” – 3:43
4. „Wassup” – 3:54
5. „Take Advantage” – 0:14
6. „Smoke, Ride & Get Paid” – 3:49
7. „The World Is Mine” (feat. Lil’ Flip) – 4:27
8. „Fo Sho” – 3:44
9. „All Hunid's” – 3:35
10. „Believe” – 0:30
11. „You Trippin” (feat. Lil’ Flip) – 4:45
12. „Throwin Up Dat” – 3:24
13. „Move Somethin” – 3:22
14. „Wassup, Wassup” (feat. J-Bo) – 5:07
15. „Prince of the South” – 1:55

## Album Chart Awards
| Lista                  | Pozycja |
| ---------------------- | ------- |
| Top R&B/Hip-Hop Albums | 22.     |
| Top Indepedent Albums  | 28.     |